# Emma Lavigne
 (décembre 2020).
Emma Lavigne, née en 1968, est une historienne de l'art et commissaire d'exposition française. 
D'abord conservatrice au musée national d'Art moderne, Emma Lavigne prend la tête du Centre Pompidou-Metz en 2015. De 2019 à 2021, elle est présidente du Palais de Tokyo (centre d'art contemporain). Depuis novembre 2021, elle est directrice générale de Pinault Collection ainsi que des musées Palazzo Grassi, Punta della Dogana, à Venise, et de la Bourse de Commerce à Paris. 

## Biographie
Emma Lavigne est née et a grandi « dans une maison contemporaine vouée aux arts » entourée d'une mère psychothérapeute et d'un père ingénieur.
Elle est diplômée en histoire, histoire de l'art et en architecture à la Sorbonne et à l'école du Louvre.
Après avoir travaillé à l’International Council of Museums (ICOM) à Monum, à la Caisse nationale des monuments historiques et enseigné à l’École Supérieure d’architecture de Paris-Belleville, elle devient conservatrice à la cité de la musique à Paris en 2000.
Elle est commissaire de nombreuses expositions consacrées aux relations entre la musique, le son et l'art contemporain. Par exemple, Electric Body interroge la place du corps dans la musique et Espace Odyssée, exposition scénographiée par l’artiste Dominique Gonzalez-Foerster, explore la notion d’espace dans la musique contemporaine. Elle présente également des projets monographiques dédiés à des artistes de la scène musicale et artistique, tels que les compositeurs György Ligeti, Chen Zhen, Christina Kubisch, Saâdane Afif ou Christian Marclay. L’exposition Marclay Replay est accueillie par plusieurs institutions, en Australie, en Espagne et au Canada. Elle organise pour la première fois en France des expositions sur la scène musicale pop-rock, proposant des relectures historiques de grandes figures de la musique populaire telles que Jimi Hendrix avec Backstage, Pink Floyd avec Interstellar, et John Lennon avec Unfinished Music.
En 2008, elle est invitée par le musée des Beaux-Arts de Montréal à concevoir l’exposition Warhol Live, puis Imagine Peace avec Yoko Ono en 2009. L’exposition I am a cliché, sur l’héritage de l’esthétique punk, aux Rencontres internationales de la photographie d'Arles, puis au Brésil en 2010 et 2011, s’inscrit dans sa démarche de relecture historique.
Elle rejoint en 2008 le Centre Pompidou, comme conservatrice pour l’art contemporain, où elle continue d'étudier les liens entre les arts visuels, la musique, la danse et la performance. Elle est associée au commissariat de l’accrochage elles@centrepompidou, consacrée aux artistes femmes, dont elle organise l’itinérance au Brésil. Elle organise l’acquisition de pièces emblématiques, comme The Clock de Christian Marclay qui remporte le Lyon d’Or à la Biennale de Venise en 2011, et conçoit plusieurs expositions, dont l’événement Danser sa vie, avec Christine Macel. Chargée de l’exposition inaugurale du Centre Pompidou Mobile, La Couleur, elle a également été commissaire de la rétrospective Pierre Huyghe au Centre Pompidou, qui fit entrer dans l’enceinte du musée des organismes vivants et a été présentée au Musée Ludwig de Cologne avant de l’être au LACMA de Los Angeles fin novembre 2014, ainsi que de la rétrospective Dominique Gonzalez-Foerster, présentée en 2015/2016 au Centre Pompidou, Paris, puis à Düsseldorf K20 en 2016.
Depuis sa nomination et sa prise de fonctions au Centre Pompidou-Metz le 1er décembre 2014, Emma Lavigne a notamment été commissaire des expositions Warhol Underground saluée par la presse, Kimsooja – To Breathe, installation de l’artiste coréenne Kimsooja présentée dans le cadre de l’année France-Corée, et commissaire des expositions Musicircus. Œuvres phares du Centre Pompidou (2016-2017), Oskar Schlemmer. L’homme qui danse (2016), et Jardin infini, de Giverny à l’Amazonie (2017). Entre 2016 et 2018, elle est commissaire d’une trilogie consacrée à l’artiste Jean-Luc Vilmouth rythmée par la présentation du film Lunch Time, et des installations Jungle Science et Café Little Boy. C’est également sous son commissariat qu’a été présentée entre 2017 et 2019 l’exposition L’Aventure de la couleur. Œuvres phares du Centre Pompidou, consacrée à la persistance des réflexions sur la couleur dans l’histoire de l’art moderne et contemporain. En 2018, elle est également commissaire de l’exposition Couples modernes, réalisée en collaboration avec la Barbican Art Gallery de Londres. En juin 2019, Emma Lavigne est commissaire de l’exposition Rebecca Horn. Théâtre des métamorphoses. En octobre 2019, à Poitiers, elle initie avec Emmanuelle de Montgazon une nouvelle manifestation d’art contemporain intitulée Traversées avec Kimsooja comme artiste invitée. En 2020 elle signe les expositions Susanna Fritscher et Le ciel comme atelier. Yves Klein et ses contemporains.
Emma Lavigne a également été commissaire du pavillon français à la Biennale d’art de Venise 2015 auprès de l’artiste Céleste Boursier-Mougenot et du projet révolutions, proposant une réflexion subtile sur les systèmes de contrôle de l’homme et de la nature, des notions d’hybridation et de vivre ensemble. Elle a été commissaire invitée de la 14e Biennale de Lyon, Mondes flottants, redéfinissant le mot « moderne » dans la création actuelle et le contexte d’une mondialisation galopante, générant une constante mobilité et l’accélération des flux. Elle prépare pour avril 2021 (avec Vittoria Matarrese) la carte blanche Natures mortes consacrées à Anne Imhof.
Emma Lavigne reçoit la médaille de la Légion d’honneur par le Président du Centre Pompidou, Serge Lasvignes le 19 avril 2016. En 2020 Franck Riester, ministre de la Culture lui décerne le grade de commandeur de l’ordre des Arts et des Lettres.
Elle est membre de différents Conseils d’Administration dont celui du FRAC Île de France et du Centre National de la Danse. Elle est membre du comité technique d’acquisition du Frac-Abattoirs de Toulouse, du comité scientifique du MAXXI de Rome.
En novembre 2021, Emma Lavigne rejoint la Pinault Collection en qualité de directrice générale. Elle y organise l'exposition « Une seconde d'éternité » de juin 2022 à janvier 2023 et l'exposition « Avant l'orage » à partir du 8 février 2023.

## Commissariat d'expositions
- Le Fil rouge, art contemporain africain, 2000, à la Cankarjev Dom Gallery
- Chen Zhen, Daily Incantations, 2000, au Musée de la musique
- Jacques Villeglé /Pierre Henry Dans la rue, 2000, au Musée de la musique
- La cathédrale, 20 siècles d’histoire, 2001, au Palais du Tau
- Call and Response, Jazz et vidéo, 2001, à la Grande Halle de la Villette
- Christina Kubisch, le Jardin magnétique, 2001, au Musée de la musique
- Pianos années Zéro, 2002, au Musée de la musique
- Electric body, le corps en scène, 2002 au Musée de la musique
- Jimi Hendrix backstage, 2002 au Musée de la musique
- Pink Floyd Interstellar, 2003, au Musée de la musique
- Le Grand Macabre, 2003, au Musée de la musique
- Espace Odyssée, les musiques spatiales, 2004 au Musée de la musique
- Saâdane Afif, Power Chords, 2006, au Musée de la musique
- John Lennon, Unfinished Music, 2005, au Musée de la musique
- Christian Marclay Replay 2007, 2008 au Musée de la musique puis itinérance au DA2 de Salamanque, ACMI de Melbourne, Fondation Phi, Montrél
- Warhol Live, 2008, au Musée des Beaux-Arts de Montréal puis itinérances au De Young Museum de San Francisco, au Warhol Museum de Pittsburg et au Frist Center de Nashville, 2008 à 2009
- Yoko Ono, Imagine Peace, 2009 au Musée des Beaux-Arts de Montréal
- Elles@centrepompidou (avec Camille Morineau), 2009 au Centre Pompidou, puis itinérance au Centre Cultural Banco do Brasil, 2013
- I Am A Cliché, l’héritage de l’esthétique punk, 2010, aux Rencontres internationales de la Photographie d'Arles puis itinérance au Centre Cultural Banco do Brasil de Rio, 2011
- La Couleur, 2011 au Centre Pompidou Mobile
- Les Archipels réinventés. 10 ans du Prix d’entreprise Ricard, 2009 au Centre Pompidou, puis itinérance à la Vieille Charité, Marseille, 2013
- Fruits de la passion. Danser sa vie avec Christine Macel, 2011 au Centre Pompidou
- Christian Marclay, The Clock, 2011 à 2014 au Centre Pompidou
- Pierre Huygue (rétrospective), 2013 au Centre Pompidou
- Céleste Boursier-Mougenot, rêvolutions, Biennale de Venise, 2015 au Pavillon français de la Biennale de Venise
- Dominique Gonzalez-Foerster (rétrospective), 2015 au Centre Pompidou puis itinérance à Düsseldorf K20, 2016
- Warhol Underground, 2015, au Centre Pompidou-Metz
- Kimsooja – To Breathe, 2015 à 2016, au Centre Pompidou-Metz
- Oskar Schlemmer. L’homme qui danse, 2016, au Centre Pompidou-Metz
- Musicircus. Œuvres phares du Centre Pompidou. 2016 à 2017, au Centre Pompidou-Metz
- Mondes Flottants. 14e Biennale de Lyon, 2017, à la Biennale de Lyon
- Jean-Luc Vilmouth trilogie. Lunch Time. Jungle Science 1. Café Little Boy. 2016 à 2018, au Centre Pompidou-Metz
- Jardin infini, de Giverny à l’Amazonie avec Hélène Meisel, 2017 au Centre Pompidou-Metz
- L’Aventure de la Couleur. Œuvres phares du Centre Pompidou, 2017 à 2019, au Centre Pompidou
- Couples modernes, en collaboration avec la Barbican Art Gallery de Londres, 2018, au Centre Pompidou-Metz
- La Monte Young, Marian Zazeela. The Dream House, 2018, au Centre Pompidou-Metz
- Rebecca Horn. Théâtre des métamorphoses. 2019, au Centre Pompidou-Metz
- Traversées / Kimsooja, 12.10.2019 au 19.01.2020, Ville de Poitiers (en binôme avec Emmanuelle de Montgazon)
- Susanna Fritscher, 2020, au Centre Pompidou-Metz
- Le ciel comme atelier. Yves Klein et ses contemporains, 2020, au Centre Pompidou-Metz
- Carte blanche Natures mortes, avec Anne Imhof, 2021, au Palais de Tokyo (centre d'art contemporain)
- Une seconde d'éternité, juin 2022 à la Bourse de Commerce.
- Avant l'Orage, février 2023 à la Bourse de Commerce.